# Joseph-François-Mathieu Soustelle
Joseph-François-Mathieu Soustelle, né le 20 juillet 1739 à Alès (Gard) et mort le 17 octobre 1820 dans la même ville, est un avocat et homme politique français. 